# S presnovno motnjo povezana maščobna jetrna bolezen
S presnovno motnjo povezana maščobna jetrna bolezen (MASLD, angl. metabolic dysfunction associated  steatotic liver disease) oziroma presnovna maščobna jetrna bolezen,
 pred letom 2023 imenovana nealkoholna maščobna jetrna bolezen ali nealkoholna zamaščenost jeter (NAFLD, angl. non-alcoholic fatty liver disease), je vrsta maščobne bolezni jeter, ki se pojavi ob nalaganju maščevja v jetrih zaradi vzrokov, ki niso povezani s prekomernim uživanjem alkohola. Skrajna oblika presnovne maščobne bolezni jeter je presnovni steatohepatitis oz. MASH (angl.  m  etabolic dysfunction-associated steatohepatitis) (prej imenovan nealkoholni steatohepatitis (NASH)). MASLD je najpogostejša jetrna bolezen razvitega sveta.
MASLD je povezan z nastankom neodzivnosti na inzulin in presnovnega sindroma. Odzove se lahko na ukrepe, ki se sicer uporabljajo pri drugih stanjih neodzivnosti na inzulin, npr. sladkorni bolezni tipa 2, kot sta zmanjšanje telesne mase ter zdravljenje z metforminom in tiazolidinedioni. Bolezen ima do 80 % ljudi z debelostjo. NASH velja za poglavitni vzrok nepojasnjene jetrne ciroze. Pri večini bolnikov, pri katerih je bolezen prepoznana zelo zgodaj in uspešno nadzorovana, so izidi dobri.
Razširjenost presnovne maščobne jetrne bolezni v svetu narašča; po ocenah jo ima okoli 38 % odraslega prebivalstva in 7–14 % otrok in mladostnikov.  NASH razvije 2 do 5 % oseb z MASLD-jem.

## Znaki in simptomi
Večina ljudi ima le blage simptome ali pa so povsem brez njih. Bolnik lahko toži zaradi utrujenosti in neprijetnega občutka v zgornjem desnem kvadrantu trebuha.  Zlatenica je redka, lahko pa se pojavi v blagi obliki. Večino primerov bolezni diagnosticirajo po rutinskih krvnih pregledih, ki pokažejo nenormalne teste jetrne funkcije. Kadar posameznik dnevno zaužije več kot 20 gramov alkohola (okoli 25 ml čistega alkohola), po definiciji ne moremo govoriti o nealkoholni jetrni bolezni.
MASLD je povezan z nastankom neodzivnosti na inzulin in presnovnega sindroma (debelost, kombinirana hiperlipidemija, sladkorna bolezen tipa 2 in povišan krvni tlak).

## Vzroki
Strokovnjaki ne vedo natančno, zakaj pri nekaterih posameznikih pride do kopičenja maščob v jetrih in pri drugih ne. Prav tako ni pojasnjeno, zakaj določeni bolniki z zamaščenostjo jeter razvijejo vnetje, ki lahko vodi v cirozo. Nastanek nealkoholne maščobne jetrne bolezni in posledično nealkoholnega steatohepatitisa je povezan s prekomerno telesno maso, odpornostjo na inzulin (pri čemer celice ne morejo privzeti ustreznih količin krvnega sladkorja kljub prisotnosti inzulina), hiperglikemijo (ki kaže na  moteno toleranco za glukozo ali že razvito sladkorno bolezen tipa 2) in povišane vrednosti maščob, zlasti trigliceridov, v krvi. Dejavnika tveganja sta tudi starost in kajenje. Se pa lahko bolezen pojavi tudi pri posameznikih brez znanih dejavnikov tveganja, vključno z otroki.

### Sladkane brezalkoholne pijače
Sladkane brezalkoholne pijače povezujejo z nastankom nealkoholne maščobne jetrne bolezni zaradi njihove visoke vsebnosti fruktoze, bodisi v obliki koruznega sirupa z visokim deležem fruktoze ali njegovega presnovka glukoze. Visoke količine fruktoze lahko povečajo nalaganje maščob v notranjih organih.

### Zdravila
MASLD lahko povzročijo tudi nekatera zdravila:
- amjodaron
- protivirusna zdravila (nukleozidni analogi)
- aspirin – redko, kot komponenta reyevega sindroma pri otrocih
- kortikosteroidi
- metotreksat
- tamoksifen
- tetraciklin

## Zdravljenje bolezni
Na voljo ni specifičnih zdravil za zdravljenje presnovne maščobne jetrne bolezni. Nekatere raziskave so pokazale, da lahko potek bolezni ublažijo zdrava prehrana, telesna dejavnost in zdravila za zdravljenje sladkorne bolezni. Na splošno se priporoča izogibati dejavnikom tveganja, ki so povezani s presnovnim sindromom, ter zmanjšanje uživanja alkoholnih pijač. Številna zdravila so izkazala izboljšanje bioloških označevalcev bolezni, kot je na primer raven alanin-transaminaze, vendar večina med njimi ni zmanjšala histološke poškodbe jeter oziroma izboljšala kliničnih izidov bolezni.
V pomoč je lahko bariatrični poseg.